# Barrelfish

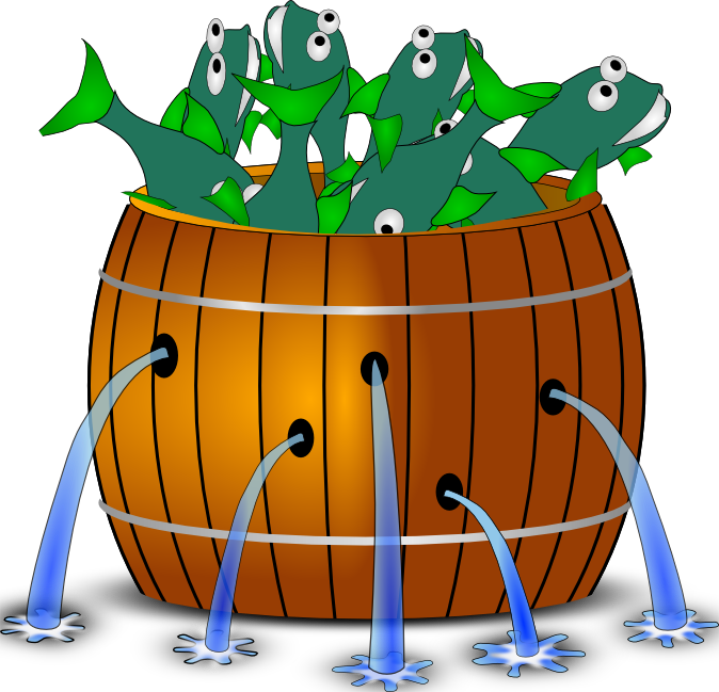

Barrelfish é um protótipo de sistema operacional desenvolvido pelo Instituto Federal de Tecnologia de Zurique em parceria com a Microsoft para sistemas multi-core.